# Ноблехас, Хави
Франсиско Хавьер Гарсия-Ноблехас Эрнанс (исп. Francisco Javier García-Noblejas Hernanz; род. 18 марта 1993, Мадрид) — испанский футболист, защитник.

## Клубная карьера
Хави является воспитанником системы мадридского «Реала». С 2011 года он стал регулярно выступать за третью команду, «Реал Мадрид C». В том же году Хави дебютировал за «Кастилью», но окончательно был туда переведён только в сезоне 2013/14. В общей сложности он провёл 108 встреч за фарм-клубы «Реала». В 2015 году Хави перешёл в «Хетафе», где выступает также и за вторую команду. Его дебют в Примере состоялся 27 сентября 2015 года в матче против «Леванте».

## Карьера в сборной
В 2012 году Хави Ноблехас принял участие в двух матчах юношеской сборной Испании до 19 лет.